# Relaciones Antigua y Barbuda-España
Las relaciones Antigua y Barbuda-España son los relaciones bilaterales entre estos dos países. Antigua y Barbuda tiene una embajada en Madrid. España está acreditada a Antigua y Barbuda desde su embajada en Kingston, Jamaica.

## Relaciones históricas
Cristóbal Colón avistó las islas en su segundo viaje en 1493, denominando a la más grande como Antigua en honor de Santa María la Antigua de Sevilla (en correspondencia a Santa María la Redonda, hoy Redonda). Barbuda recibió más tarde su extraño nombre por las "barbas" de líquenes que adornaban sus palmeras. Los primeros intentos europeos de establecerse en las islas fracasaron debido a las excelentes defensas de los caribes. La isla fue colonizada primero por los españoles, pero pronto pasó a poder de los bucaneros.

## Relaciones diplomáticas
España estableció relaciones diplomáticas con Antigua y Barbuda en 1988. La Embajada de España en Kingston está acreditada ante el gobierno antiguano. El embajador de España ante Antigua y Barbuda, Aníbal Jiménez Abascal, presentó credenciales ante el Gobernador General de Antigua y Barbuda en septiembre de 2014. El embajador de Antigua y Barbuda Dario Ítem está acreditado en España y reside en Madrid
Antigua y Barbuda ha participado en las dos últimas Cumbres CARICOM-España (2006 y 2008), celebradas en España.

## Relaciones económicas
Las relaciones económicas y comerciales entre España y Antigua y Barbuda son escasas. Principales exportaciones de España a A&B: barcos y embarcaciones (casi 9 millones y medio de euros), máquinas y aparatos (403.000 euros en 2011). En 2011, España importó barcos y embarcaciones (415.000 euros) y prendas de vestir (81.320 euros).
Las inversiones de Antigua y Barbuda en España son mínimas. Los últimos datos disponibles (2008: 1.524.180 euros, 2009: 259.920 euros y 2012: 54.690 euros) muestran una contracción y cierta concentración de los flujos inversiones en el sector de la construcción de edificios.

## Cooperación
En 2008, en el marco de la EXPO ZARAGOZA 2008 se ejecutó un proyecto en el sector agua (implementación de un plan de gestión integrada y sostenible de
los recursos naturales de la isla), y desde 2006 hasta 2012, la AECID financió un lectorado en el State College de St. John’s. La cooperación se canaliza a través del Fondo España-Comunidad del Caribe (CARICOM) de la AECID. El programa de cooperación con la CARICOM,  se dirige principalmente al apoyo a la integración regional y al fortalecimiento institucional de la Comunidad del Caribe.
El interlocutor de la Cooperación Española es el Secretariado del CARICOM cuya sede está en Georgetown (Guyana), y todas las actuaciones se engloban dentro del Programa Regional de Cooperación con el CARICOM.
Antigua y Barbuda se beneficia de proyectos de alcance regional, como el Centro Regional de Tecnologías Avanzadas para Cultivos de Alto Rendimiento (CEATA) para la formación en nuevas tecnologías agrícolas, con sede en Jamaica. En el campo de la Salud, Antigua ha sido parte beneficiaria de un Proyecto de Prevención y Control del Cáncer de Cuello Uterino, en el marco del cual el Mount St John´s Medical Centre recibió la donación de un colposcopio en enero de 2010.
Durante varios años España ha financiado la presencia de un lector de español en St John´s hasta que el programa ha debido ser suspendido por razones presupuestarias a mediados de 2012. En 2013 estudiantes del Antigua State 4 College recibieron becas para estudiar el curso AVE del Instituto Cervantes, a través de la Embajada de España en Kingston. En 2014 la Embajada donó al gobierno de Antigua y Barbuda 10 licencias AVE para estudiantes de español.
A lo largo de 2014 se están ejecutando diversos proyectos de cooperación en Antigua y Barbuda con financiación de AECID a través del Fondo España- CARICOM. Uno de estos proyectos es un programa de prevención de violencia juvenil que arrancó con Consultas Nacionales en diversos centros educativos de St. John’s en mayo de 2014. En agosto está previsto que se lleve a cabo el taller de formación para la creación de empleo “Creativity for Employment and Business Opportunity” (CEBO). A lo largo de 2015 se ejecutarán en Antigua y Barbuda varios programas de formación financiados por la AECID en materia de restauración y preservación de patrimonio.